# Smrk na Karlově
Smrk na Karlově je památný strom v zámeckém parku Karlov západně od Hartmanic v okrese Klatovy. Smrk ztepilý (Picea abies (L.) Karst.) je přibližně 160 let starý, s obvodem kmene 440 cm a výškou 36 m (měření 2016). Byl součástí chráněné skupiny stromů v parku Karlov, některé byly pokáceny, jiné byly nedohledatelné, a proto byla ochrana celé skupiny zrušena. Strom je chráněn od 19. října 2016, je významný svým vzrůstem.

## Památné stromy v okolí
- Lípa Dobrá Voda
- Kochánovské javory